# Kyeon Mi-ri
Kyeon Mi-ri (hangul: 견미리; nascida no dia 19 de setembro de 1964) é uma atriz e cantora sul-coreana. Ela é conhecida por seu papel como a antagonista Lady Choi na série Dae Jang Geum.

## Carreira
Kyeon Mi Ri graduou em 1983 na Seul Tradition Arts High School, em seguida estudou dança na Universidade Sejong. Ela fez sua estréia como atriz em 1984, e desde então, está ativa em vários dramas de televisão, sendo reconhecida, principalmente, por interpretar a arrogante e ambiciosa Lady Choi no drama Dae Jang Geum (ou Jewel in The Palace [PT/BR: Jóia do Palácio]).
Em 2009, ela se aventurou na indústria da música e lançou seu primeiro álbum intitulado Happy Women, que consiste, principalmente, de músicas trot.

## Vida pessoal
Em 1987, se casou com o ator Im Young Gyu, tendo se divorciado em 1993.
Kyeon se casou novamente em 1998, com o empresário Lee Hong Heon. Eles tem um filho, Lee Ki Baek. Lee Hong Heon adotou, legalmente, as duas filhas do primeiro casamento de Kyeon, e elas tomaram seu sobrenome: Lee Yu Bi e Lee Da Em, ambas atrizes. Kyeon faz parte do clã Hwanggan Kyeon, o que faz dela uma descendente de Gyeon Hwon, que foi o primeiro rei do reino Hubaekje, durante os Três Reinos da Coreia.
Em 2009, Kyeon foi investigada por manipulação de ações, com seu marido Lee sendo suspeito de ser o comprador inicial. Ela comprou 55,000 de ações no valor de ₩900 milhões de inicialização de bioengenharia, em seguida, arrecadou  ₩4.59 bilhões, se tornando a quarta maior celebridade titular de ações. Kyeon negou qualquer irregularidade, dizendo que ela era apenas uma investidora.

## Filmografia

### Televisão
| Year | Title                                       | Role                                 | Network  |
| ---- | ------------------------------------------- | ------------------------------------ | -------- |
| 1985 | 500 Years of Joseon - Pungran               | Empregada de Jeong Nan Jeong         | MBC      |
| 1986 | 꾸러기                                      | Estudante da Escola                  | MBC      |
| 1988 | 500 Years of Joseon - Queen Inhyeon         | Choi Suk-bin                         | MBC      |
| 1988 | Famine in the City                          | Soon-jung                            | MBC      |
| 1989 | 천명                                        | KBS2                                 |          |
| 1989 | 거인                                        | Seo Geum-ji                          | MBC      |
| 1991 | 무동이네 집                                 | Kang Ha-na                           | MBC      |
| 1993 | 한강 뻐꾸기                                 | SBS                                  |          |
| 1993 | MBC Best Theater "순달씨와 병구씨와 옥주양" | Ok-joo                               | MBC      |
| 1994 | Han Myung-hoe                               | Concubina de Kim Jongseo             | KBS2     |
| 1995 | 땅울림                                      | KBS2                                 |          |
| 1995 | Korea Gate                                  | Lee Soon-ja                          | SBS      |
| 1995 | Jang Hee-bin                                | Rainha Meongseong                    | SBS      |
| 1995 | West Palace                                 | KBS2                                 |          |
| 1995 | LA Arirang                                  | Kyeon Mi-ri                          | SBS      |
| 1996 | 귀여운 여자                                 | Han Jung-ja                          | KBS2     |
| 1996 | 원지동 블루스                               | KBS2                                 |          |
| 1997 | Mr. Right                                   | KBS2                                 |          |
| 1998 | Six Children                                | Mãe de Mimi                          | MBC      |
| 2000 | Legends of Love                             | SBS                                  |          |
| 2000 | All About Eve                               | Madrasta de Yoon Hyung-chul          | MBC      |
| 2000 | Aspen Tree                                  | Nora mais nova                       | SBS      |
| 2000 | Ajumma (Housewife's Rebellion)              | Choi Yoo-mi                          | MBC      |
| 2001 | Tender Hearts                               | Choi Young-joo                       | KBS1     |
| 2001 | Well Known Woman                            | Han Young-sun                        | SBS      |
| 2002 | Who's My Love                               | Park Kyung-joo                       | KBS2     |
| 2002 | To Be With You                              | Soon-shim                            | KBS2     |
| 2002 | Daemang (The Great Ambition)                | Lady Yoo                             | SBS      |
| 2003 | Dae Jang Geum                               | Lady Choi                            | MBC      |
| 2003 | A Million Roses                             | Tia materna de Hyun-kyu              | KBS1     |
| 2004 | Dal-rae's House                             | Kyeon Mi-ri                          | KBS2     |
| 2005 | Love and Sympathy                           | Yoon Ji-sook                         | SBS      |
| 2005 | Goodbye to Sadness                          | Han Sung-mi                          | KBS2     |
| 2005 | Sisters of the Sea                          | Lee Geum-bok                         | MBC      |
| 2006 | As the River Flows                          | Seo Ok-ran                           | KBS1     |
| 2006 | Jumong                                      | Queen Wonhu                          | MBC      |
| 2006 | Kkam-geon's Mom                             | Lee Do-soon                          | SBS      |
| 2007 | Golden Bride                                | Yang Ok-kyung                        | SBS      |
| 2007 | Yi San                                      | Lady Hyegyeong                       | MBC      |
| 2010 | Three Sisters                               | Jang Ji-ae                           | SBS      |
| 2011 | Dear My Sister                              | Yoon Jung-ae                         | KBS2     |
| 2011 | Just Like Today                             | Lee Jae-kyung                        | MBC      |
| 2012 | Rooftop Prince                              | Lady Jung (Mãe de Buyong e Hwayoung) | SBS      |
| 2012 | Childless Comfort                           | Shin Sae-rom                         | jTBC     |
| 2013 | Hur Jun, the Original Story                 | Ham Ahn-daek                         | MBC      |
| 2013 | Wonderful Mama                              | Kim Young-yi                         | SBS      |
| 2013 | Shining Romance                             | Lee Tae-ri                           | MBC      |
| 2014 | What's With This Family                     | Heo Yang-geum                        | KBS2     |
| 2014 | Dodohara                                    | Mãe de Hong Ha-ra                    | SBS Plus |
| 2016 | Beautiful Gong Shim                         | Yeom Tae-hee (Mãe de Seok Joon Soo)  | SBS      |

### Filme
| Ano  | Título                           | Função                |
| ---- | -------------------------------- | --------------------- |
| 1988 | Dangerous Scent (Married Couple) | Ji-sook               |
| 1989 | I Want To Cry                    |                       |
| 2009 | Running Turtle                   | Esposa do Detetive Jo |

## Teatro
| Ano  | Título                     | Função |
| ---- | -------------------------- | ------ |
| 1994 | 남편을 죽이는 서른가지방법 |        |

## Discografia
| Informações do álbum                                                          | Lista de faixas |
| ----------------------------------------------------------------------------- | --- |
| Happy Women - Lançamento: 21 de julho de 2009 - Gravadora: LOEN Entertainment | Track listing 1. 행복한 여자 2. 내 하나의 사람은 가고 3. 몰래한 사랑 4. 사랑밖엔 난 몰라 5. 얄미운 사람 6. 갈색추억 7. 동반자 8. 애인 9. 행복한 여자 (Inst.) 10. 행복한 여자 (MR) |

## Prêmios
| Ano  | Prêmio                   | Categoria                                                   | Trabalho indicado |
| ---- | ------------------------ | ----------------------------------------------------------- | ----------------- |
| 1988 | MBC Drama Awards         | Best New Actress                                            | Queen Inhyeon     |
| 1998 | MBC Entertainment Awards | Best Newcomer                                               |                   |
| 2005 | SBS Drama Awards         | Excellence Award, Actress in a Serial Drama                 | Love and Sympathy |
| 2007 | SBS Drama Awards         | Excellence Award, Actress in a Serial Drama                 | Golden Bride      |
| 2008 | 42º contribuinte do Dia  | Commendation (dado pelo Ministro das Finanças e Estratégia) | —                 |